# Oum Rabia
Oum Rabia (franska: Oum Rabia (CR), Oum Rabia (Commune Rurale), arabiska: تنوردي) är en kommun i Marocko.   Den ligger i provinsen Khénifra och regionen Béni Mellal-Khénifra, i den nordöstra delen av landet, 170 km sydost om huvudstaden Rabat. Antalet invånare är 11 314.